# استان استاسیاک
استان استاسیاک (انگلیسی: Stan Stasiak; ۱۳ آوریل ۱۹۳۷ – ۱۹ ژوئن ۱۹۹۷) کشتی‌گیر کشتی حرفه‌ای اهل کانادا بود.
وی همچنین برندهٔ جوایزی همچون تالار شهرت دبلیودبلیوای شده است.